# Reality (Richard Sanderson)
Reality è un singolo del cantante britannico Richard Sanderson, pubblicato nel 1980 dall'etichetta discografica Polydor Records e composto per far parte della colonna sonora del film francese Il tempo delle mele (La Boum) da Vladimir Cosma e Jeff Jordan.

## Descrizione
Il singolo fu pubblicato come 45 giri dalla Polydor a livello internazionale (nel 1981) e dalla Carrere in Francia (nel 1980) e conteneva come lato b il brano Gotta Get a Move On, uno strumentale realizzato dall'orchestra di Vladimir Cosma. Un'altra versione in 45 giri uscita in seguito nel 1986 dalla Carrere conteneva come lato b il brano I Can't Swim, interpretato da Paul Hudson. Fu inoltre pubblicato in versione 33 giri nel 1987 con tre tracce: la versione originale del brano, una versione estesa e infine la traccia di Hudson.
In seguito all'enorme successo europeo del film, anche il brano ottenne una notevole popolarità, riuscendo ad arrivare al primo posto in quindici nazioni, vendendo otto milioni di copie in Europa e in Asia e diventando un classico della musica pop sentimentale. Nonostante ciò Sanderson, che fu scelto anche per la colonna sonora de Il tempo delle mele 2, non bissò mai più l'enorme successo del brano, diventando un classico esempio di one-hit wonder.

## Tracce
7" Single (Polydor 2042 277)
7" Single Carrere 620 605 [fr])
- Lato A

1. Reality – 4:48 (Vladimir Cosma, Jeff Jordan)

- Lato B

1. Orchestra Vladimir Cosma – Gotta Get a Move On (Instrumental) – 3:01 (Vladimir Cosma, Jeff Jordan)

7" Single Carrere 6.14760 / EAN 4001406147609#
- Lato A

1. Reality – 4:01 (Vladimir Cosma, Jeff Jordan)

- Lato B

1. Paul Hudson – I Can't Swim – 2:22 (Vladimir Cosma)

12" Maxi (Carrere 6.20709 / EAN 4001406207099)
1. Reality (Extended Version) – 8:10 (Vladimir Cosma, Jeff Jordan)
2. Reality (Album Version) – 4:48 (Vladimir Cosma, Jeff Jordan)
3. Paul Hudson – I Can't Swim – 2:22 (Vladimir Cosma)

## Classifiche

### Classifiche settimanali
| Classifica (1981-87) | Posizione massima |
| -------------------- | ----------------- |
| Austria              | 1                 |
| Belgio (Fiandre)     | 16                |
| Francia              | 1                 |
| Germania             | 1                 |
| Giappone             | 11                |
| Italia               | 1                 |
| Svizzera             | 1                 |

### Classifiche di fine anno
| Classifica (1981) | Posizione |
| ----------------- | --------- |
| Francia           | 3         |
| Italia            | 4         |
| Classifica (1982) | Posizione |
| Austria           | 14        |
| Classifica (1987) | Posizione |
| Germania          | 7         |